# 소유스 로켓

R-7로켓 시리즈

소유스(러시아어: Союз)는 소련의 R-7 세묘르카 계열의 소모성 우주 발사체(ELS)이다. 소유스는 연방을 의미하는 러시아어다. OKB-1에서 설계했으며, 사마라에 위치한 State Aviation Plant No. 1에서 제작했다. 이 로켓은 소유스 우주선을 발사하는데 사용된다. 2017년 기준으로, 최신형은 소유스-2이며, 프로그레스사에서 생산한다.

## 최신형 R-7
세계 최초의 ICBM은 1957년 5월 발사된 R-7이며, 세계 최초의 우주로켓은 10월 발사된 스푸트니크 로켓이다. 러시아는 2017년까지 그 생산라인을 유지하고 있으며, 오늘날에는 R-7이라고 안 부르고 소유스-FG 로켓이라고 부른다. 핵미사일로 더 이상 사용하지는 않으며, 오직 우주로켓으로만 사용중이다.

## 역사
최초 발사는 1966년의 무인 발사였고, 보스토크를 개량한 것이었다. 그 뒤를 이어서 19번의 유인 발사가 있었다.
소유스 우주선 발사에는 일반적으로 R-7을 개량한 11A511형 로켓이 사용된다. 11A511은 러시아 국방부의 GRAU 명칭이며, 미국 의회 도서관에서는 A-2로 부른다. 소유스 우주선과 함께 소유스 로켓이라고도 불린다.
R-7 로켓의 개량형은 스푸트니크 1호 및 유리 가가린이 탔던 보스토크 우주선을 발사한 실적이 있다. R-7 로켓은 원래 대륙간 탄도 미사일로 개발되었으며, 로켓에서 우주선을 핵탄두로 교체하면 그대로 핵미사일이 되어 미국에 발사할 수 있었다. 마찬가지로 미국에서도 머큐리 계획에 사용된 레드스톤 로켓도 단거리 탄도 미사일로 개발된 것이었으며, 이는 우주 개발이 군비 경쟁과 밀접한 관계에 있다는 것을 보여준다.
R-7 로켓은 여러차례 개량되기도 했지만, RP-1과 액체 산소를 연료로 하고, 2단 로켓 주위에 4개의 1단 로켓을 설치한 구성 등의 기본적인 부분은 대대로 계승되고 있다.
소유스 우주선 발사에는 16호부터 TM-34까지 소유스 U 로켓이, TMA-1부터는 소유스 FG 로켓이 사용되었다. 프로그레스 우주선 발사에는, 몇 기가 소유스 FG 로켓의 시험을 겸해 발사된 것을 제외하면, 소유스 U 로켓이 사용되고있다.

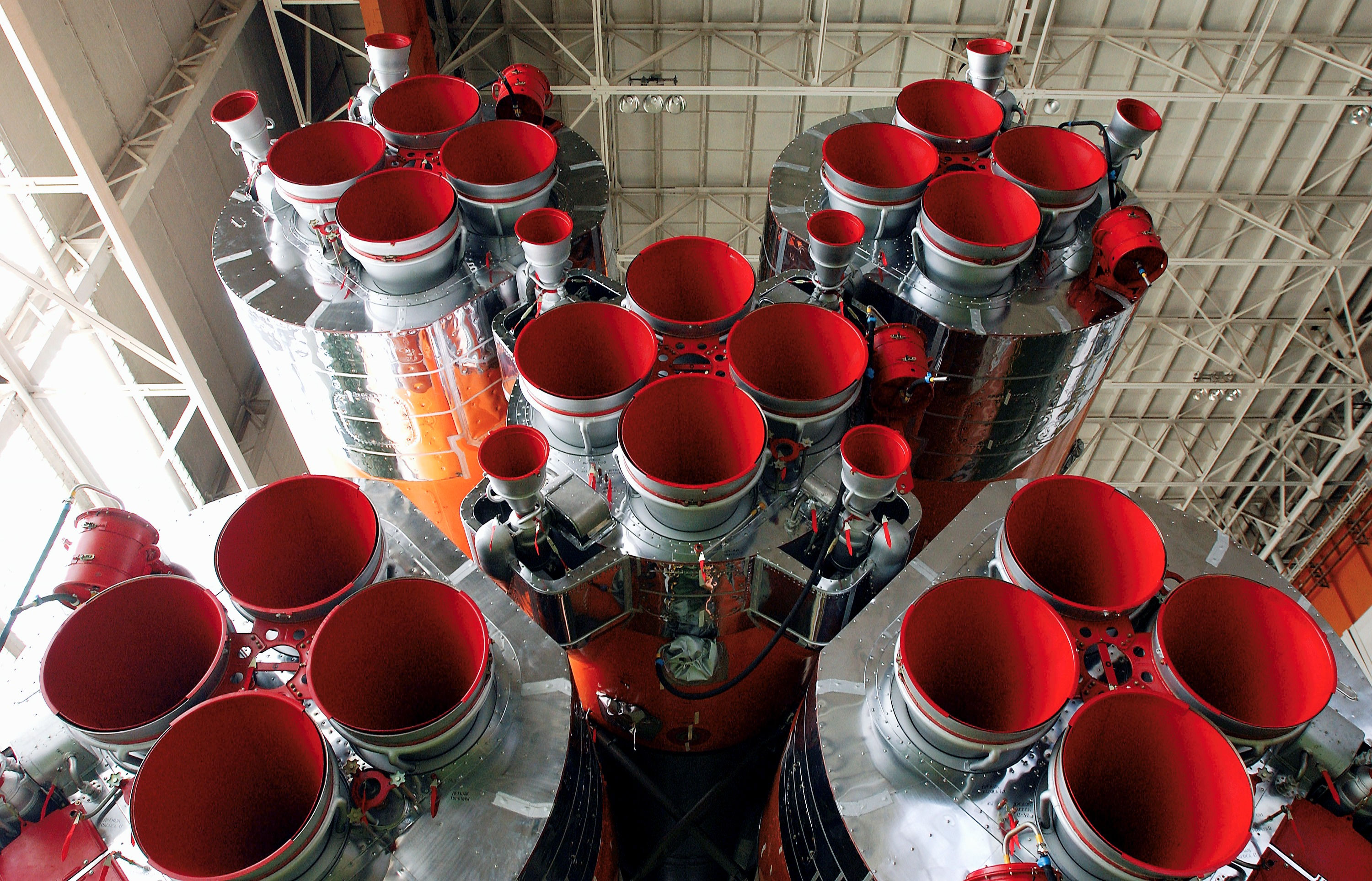
소유스 로켓의 엔진. 주위가 제1단 로켓이고 중앙이 제2단 로켓이다.

2단 로켓이며, 4개의 액체연료 로켓 엔진이 묶여져서 1단 로켓을 구성한다. 미국에서 각각 보조 로켓과 제1단 로켓이라고 부르는 것을 러시아에서는 제1단 로켓과 제2단 로켓이라고 부른다. R-7 로켓은 1, 2단계 모두 4개의 연소실과 그 주변의 보조 엔진으로 구성된다. 제1단은 RD-107, 제2단은 RD-108 엔진을 사용한다. 보조 엔진은 제2단에 4개, 제1단에 1개당 2개가 장착되어있으며, RD-107과 RD-108 엔진의 차이는 여기에 있다.
메인 엔진의 노즐은 고정되어있지만, 보조 엔진은 짐벌 기구(노즐의 방향을 기울이는 기구) 등이 있으며, 이를 이용하여 로켓의 자세를 제어한다. 4개의 연소실로 구성된 기본 엔진에 연료를 보내는 펌프는 1개 뿐으로, 펌프 앞의 연소실과 노즐 4개와 연결되어있다. 이렇게 하면 연소실의 압력을 낮출 수 있기 때문에, 압력에 대한 요구 내구성이 낮아진다.
제3단 로켓의 위에 소유스 우주선이나 프로그레스 우주선이 탑재된다. 소유스 우주선에는 공기와의 마찰로부터 우주선을 보호하고 공기의 흐름을 정돈하기 위한 페어링이 부착되며, 그 위에 아폴로 우주선과 마찬가지로 긴급 탈출용 로켓이 부착된다. 이들은 제1단 로켓 분리 후, 대기권 상층에서 분리된다.

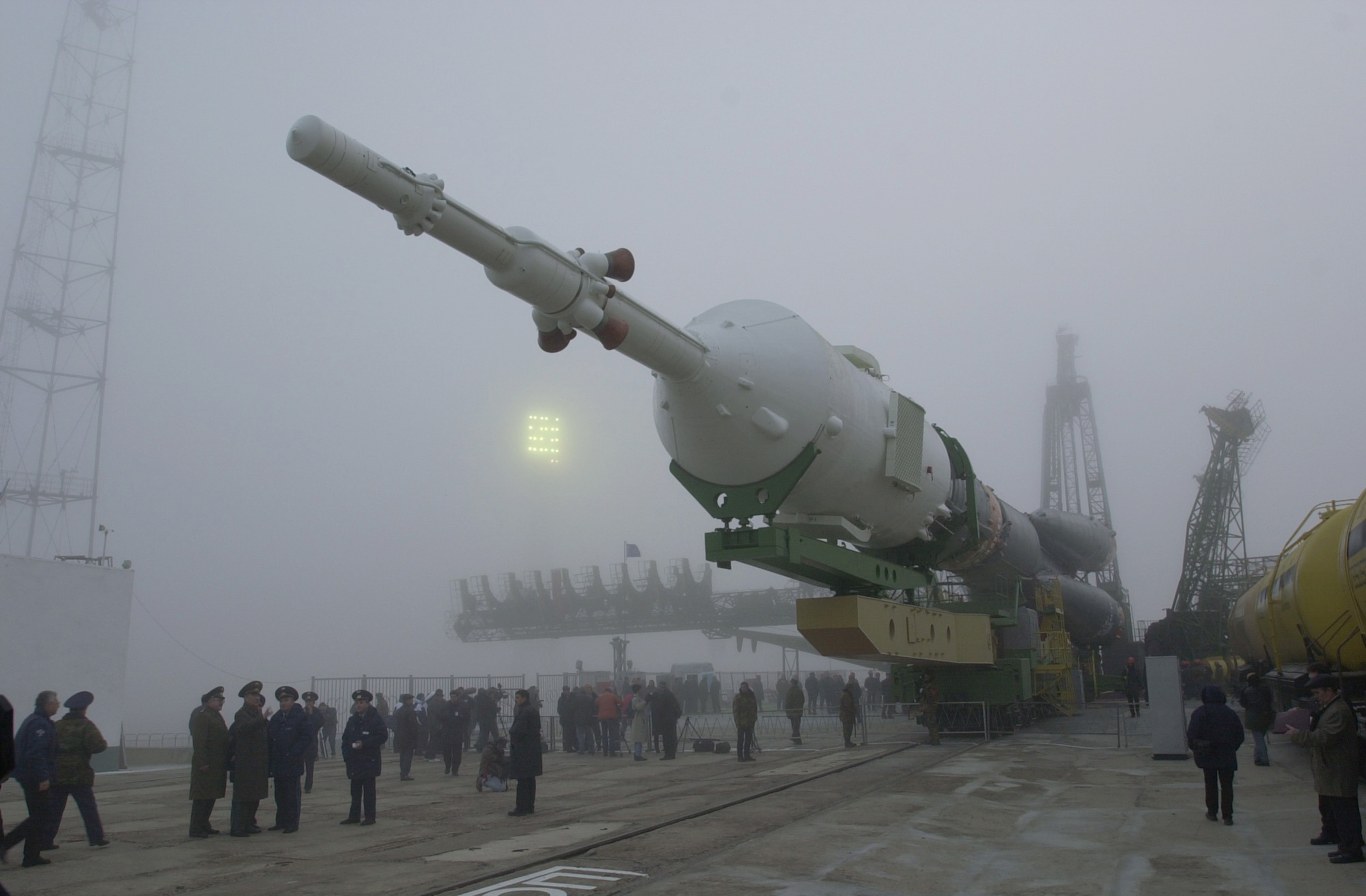
2000년 10월 29일, 소유스 TM-31이 발사대로 이동중이다.

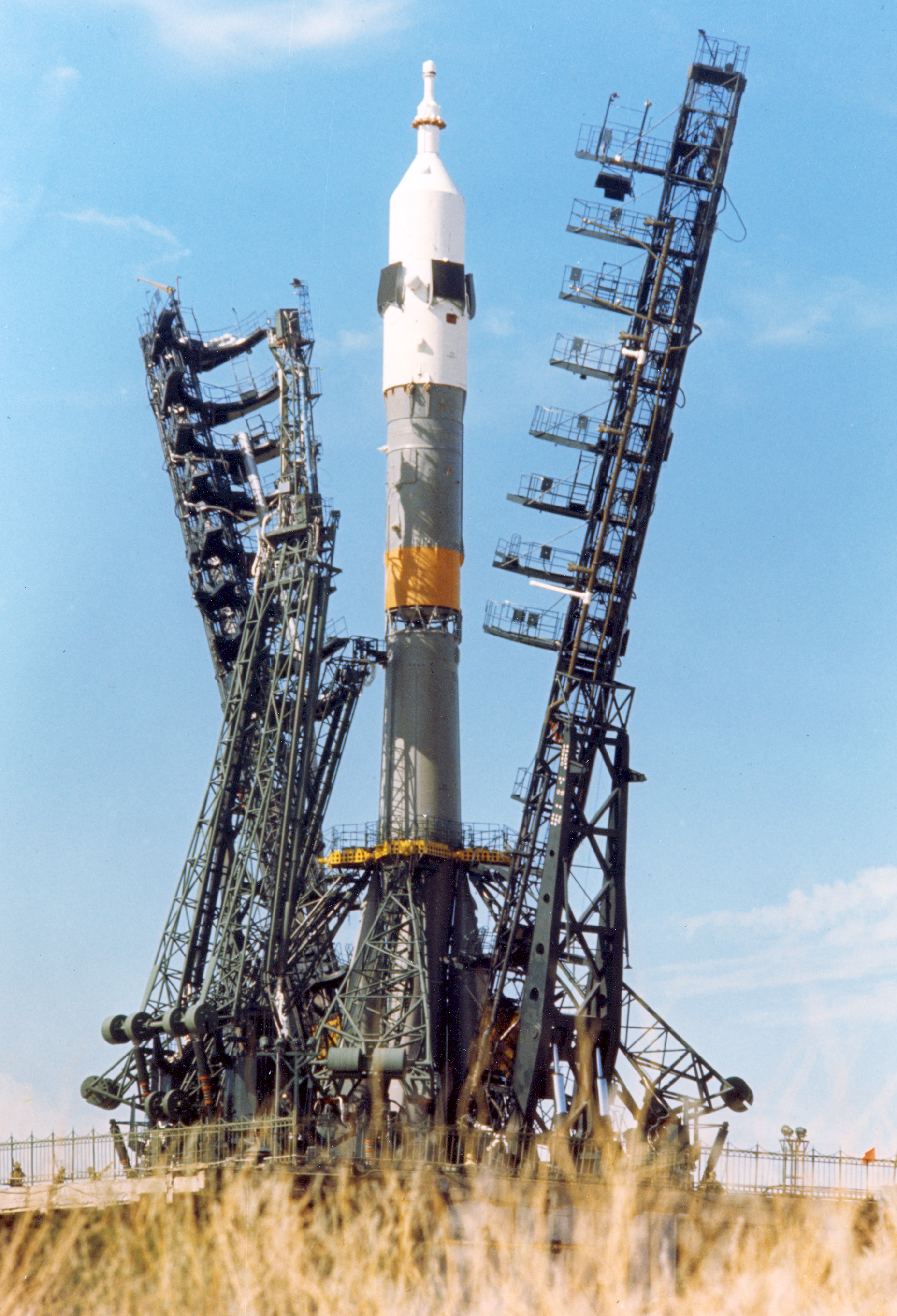
발사대에 설치되는 소유스 로켓(바이코누르, 1975년 7월 15일)

모든 부분을 합하면 최대 직경 10.3m, 길이 49.3m, 무게 310톤이 된다.
R-7 로켓의 발사에서 독특한 점은, 발사까지 로켓을 지지하던 기둥이 점화 시에 꽃잎처럼 열리는 방식이다. 소유스 로켓은 발사장의 MIK Building에서 수평으로 조립된 다음, 발사장으로 이동하며, 이동이 완료된 다음에 발사대에서 로켓을 수직으로 세우고, 그 후에 발사한다. 이렇게 하는 이유는 로켓의 경량화에 있다.
제1단 로켓 4개를 외부에 설치한 중앙의 제2단 로켓은, 경량화의 결과로 제1단 로켓의 무게를 지탱할 수 없어졌기 때문에, 로켓의 중간 부분에 트러스 구조의 튼튼한 기둥을 매단 상태에서 발사된다. 이러한 방식은 튤립(Tyulpan) 발사 방식이며, 레닌그라드 금속 주조 공장에서 설계되었다. 로켓 엔진이 점화되고 출력이 로켓의 무게를 지탱할 수 있게 되면, 기둥을 꽃이 피는 것처럼 사방으로 분리한다. 이 광경은 소비에트 연방과 러시아 로켓 발사의 고유한 모습이다.
발사 후 118초만에 제1단 로켓을 분리하고 더욱 가속하여, 160초 후에는 대기권 상층부에서 페어링을 분리하고, 300초 후에는 제2단 로켓을 분리, 제3단 로켓을 점화한다. 마지막으로 발사 583초 후에는 소유스 우주선이 지구 저궤도에 오르게된다.

## 파생형
- 소유스 로켓
- 소유스-L
- 소유스-M
- 소유스-U
- 소유스-U2
- 소유스-FG
- 소유스-2

## 같이 보기
- 소유스 계획
- 소유스 (우주선)
- R-7 세묘르카